# Dipartimento di Sinématiali
Il dipartimento di Sinématiali è un dipartimento della Costa d'Avorio situato nella regione di Poro, distretto di Savanes.
La popolazione censita nel 2014 era pari a 58.612 abitanti.
Il dipartimento è suddiviso nelle sottoprefetture di Bouakaha, Kagbolodougou, Sédiogo e Sinématiali.